# Pace Gallery
The Pace Gallery, kurz Pace, ist eine Galerie für moderne und zeitgenössische Kunst in New York mit Dependancen in London, Peking, Hongkong, Paris und Seoul sowie in Menlo Park, Palo Alto und Berlin.
Seit ihrem Bestehen hat die Pace Gallery über 800 Ausstellungen organisiert, darunter mehrere, die anschließend in internationalen Museen gezeigt wurden, sowie rund 400 Ausstellungskataloge herausgegeben.

## Geschichte

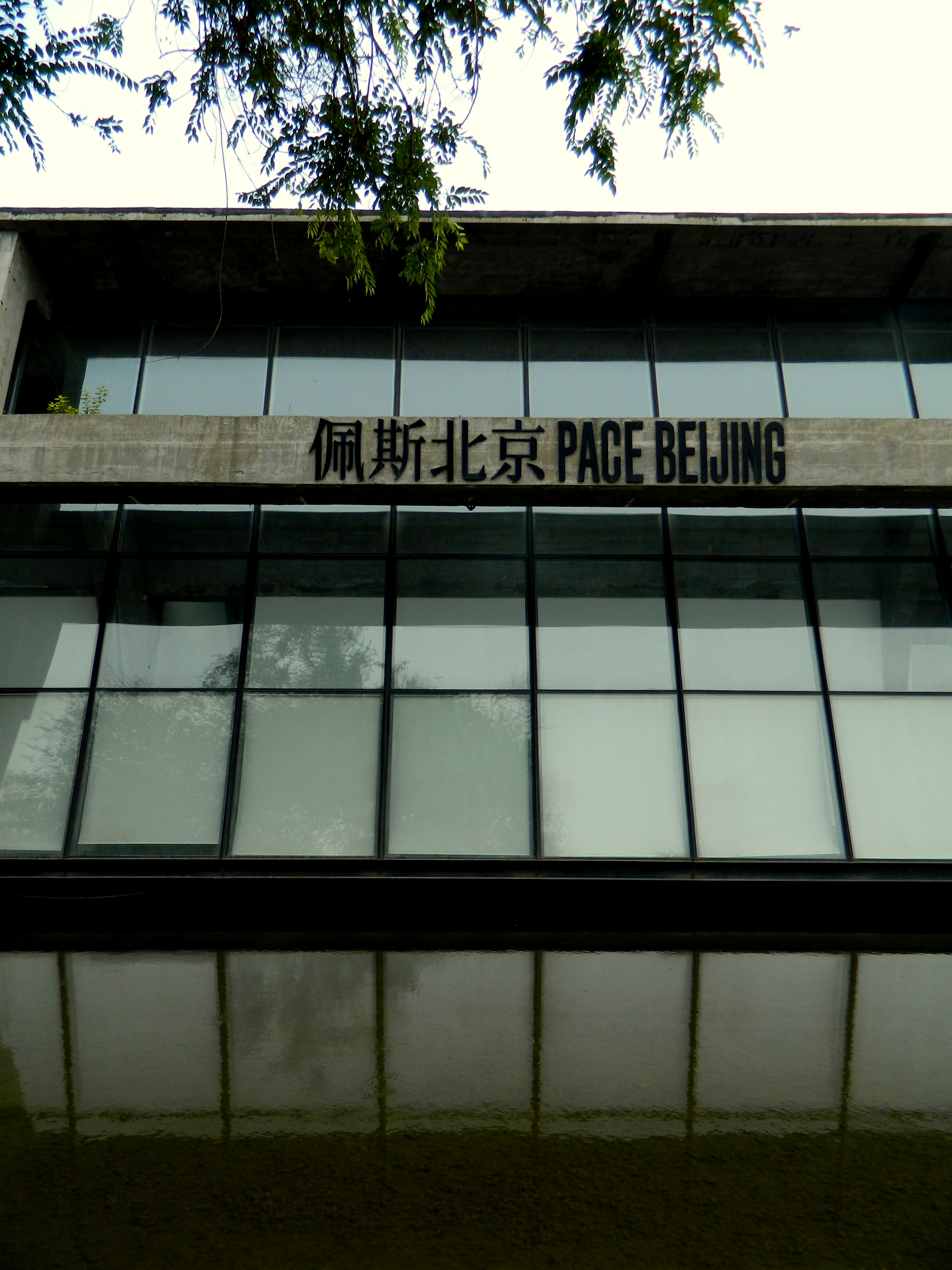
Pace Beijing

Die Pace Gallery wurde 1960 von dem Kunsthändler und Filmproduzenten Arne Glimcher in Boston gegründet und drei Jahre später nach New York verlegt.
1993 schlossen sich die Pace Gallery und die New Yorker Wildenstein & Company zusammen und firmierten unter dem Namen PaceWildenstein. Die Partnerschaft wurde am 1. April 2010 aufgegeben. Die beiden wieder selbständigen Galerien vereinbarten für die Zukunft eine Zusammenarbeit. Die Firma Wildenstein & Company mit Firmensitz in New York wurde im Januar 2014 an die Regierung von Katar verkauft.
2008 eröffnete die Pace Gallery im 798 Art District in Bejing eine Galerie mit einer Grundfläche von 25.000 m² nach einem Entwurf des New Yorker Architekten Richard Gluckman. Seit 2011 wird die Pace Gallery von Marc Glimcher, einem Sohn von Arne Glimcher, als Präsident und CEO geführt.

## PaceMacGill Gallery
Die PaceMacGill Gallery wurde 1983 von Peter MacGill in Zusammenarbeit mit Arne Glimcher von der Pace Gallery und Richard Salomon von Pace Prints und Pace Primitive gegründet. Schwerpunkt der Galerie ist die Fotografie. Seit Bestehen hat die Galerie rund 200 Ausstellungen ausgerichtet.